# Diadema setosum
Diadema setosum é uma espécie de ouriço-do-mar da família Diadematidae. Ele possui espinhos ocos e longos. Apesar de ser capaz de provocar picadas extremamente dolorosas quando se pisa em cima, o ouriço é apenas um pouco venenoso e não representa uma séria ameaça para o ser humano.

## Sinônimos
•	Centrechinus setosus (Leske, 1778)
•	Centrostephanus setosum(Leske, 1778)
•	Centrostephanus setosus(Leske, 1778)
•	Cidaris tenuispina Philippi, 1845
•	Cidarites diadema (Gmelin, 1788)
•	Diadema lamarcki (Gmelin, 1788)
•	Diadema nudum A. Agassiz, 1863
•	Diadema saxatile (Linnaeus, 1758)
•	Diadema setosa (Leske, 1778)
•	Diadema setosum f. depressa Dollfus & Roman, 1981
•	Diadema turcarum Schynvoet, 1711
•	Echinometra setosa Rumphius, 1705
•	Echinus diadema Gmelin, 1788
•	Echinus saxatilis Linnaeus, 1758
•